# Bézues-Bajon
Bézues-Bajon település Franciaországban, Gers megyében. Lakosainak száma 185 fő (2022. január 1.). Bézues-Bajon Aussos, Arrouède, Bellegarde, Masseube, Panassac, Sère és Cap d'Astarac községekkel határos.

## Népesség
A település népességének változása:
| Lakosok száma | 221  | 154  | 145  | 205  | 207  | 196  | 190  | 193  | 192  | 185  |
|               | 1968 | 1982 | 1990 | 2006 | 2013 | 2015 | 2017 | 2019 | 2020 | 2022 |